# Ciblothèque
Une ciblothèque est une base de données ou de matières, contenant les cibles biochimiques, pour lesquelles on cherche des molécules actives, généralement à but de production pharmaceutique ou pour l'industrie.